# Петровце (Римавска Собота)
Петровце (слч. Petrovce) насељено је мјесто са административним статусом сеоске општине (слч. obec) у округу Римавска Собота, у Банскобистричком крају, Словачка Република.

## Становништво
| Година:    | 1994. | 2004.   | 2014.    | 2024.   |
| ---------- | ----- | ------- | -------- | ------- |
| Број људи: | 296   | 259     | 233      | 210     |
| Разлика:   |       | -12,5 % | -10,03 % | -9,87 % |

| Година:    | 2023. | 2024.   |
| ---------- | ----- | ------- |
| Број људи: | 201   | 210     |
| Разлика:   |       | +4,47 % |

Према подацима о броју становника из 2011. године насеље је имало 247 становника.